# Florian Trinks
Florian Trinks (Gera, 11 maart 1992) is een Duits voetballer die bij voorkeur als offensieve middenvelder speelt. Hij speelt sinds 2013 bij SpVgg Greuther Fürth.

## Clubcarrière
Trinks speelde in de jeugd bij Gera, Carl Zeiss Jena en Werder Bremen. Op 29 januari 2011 debuteerde hij voor Werder Bremen in de Bundesliga tegen Bayern München. In die wedstrijd kwam hij na 67 minuten Marko Marin vervangen. Op 27 februari 2011 kreeg hij zijn eerste basisplaats tegen Bayer Leverkusen. In totaal speelde hij 14 competitiewedstrijden voor Werder Bremen. Op 31 januari 2013 tekende hij een driejarig contract bij SpVgg Greuther Fürth. Op 18 mei 2013, de laatste speeldag van het reguliere seizoen, scoorde hij zijn eerste doelpunt in de Bundesliga tegen Augsburg.

## Interlandcarrière
Trinks kwam uit voor diverse Duitse nationale jeugdelftallen. Hij scoorde zes doelpunten uit 20 wedstrijden voor Duitsland -17.